# Дос-Бокас (Аматитлан)
Дос-Бокас (исп. Dos Bocas) — посёлок в восточной части Мексики, на территории штата Веракрус. Входит в состав муниципалитета Аматитлан.

## Географическое положение
Дос-Бокас расположен на юге центральной части штата, на левом берегу реки Папалоапан, на расстоянии приблизительно 174 километров к юго-востоку от города Халапа-Энрикеса, административного центра штата. Абсолютная высота — 11 метров над уровнем моря.

## Население
Согласно данным, полученным в ходе проведения официальной переписи 2005 года, в посёлке проживало 1131 человек (552 мужчины и 579 женщин). Насчитывалось 342 дома. По возрастному диапазону население распределилось следующим образом: 27,1 % — жители младше 18 лет, 56,8 % — между 18 и 59 годами и 16,1 % — в возрасте 60 лет и старше. Уровень грамотности среди жителей старше 15 лет составлял 88 %.
По данным переписи 2010 года, численность населения Дос-Бокаса составляла 1091 человек. Динамика численности населения посёлка по годам:
| 2000 | 2005 | 2010 |
| ---- | ---- | ---- |
| 1056 | 1131 | 1091 |